# Greatest Flix
Greatest Flix – wideokaseta zespołu Queen, wydana w 1981 roku. Została dołączona do albumu Greatest Hits, wydanego w październiku 1981 roku. Zawiera siedemnaście przebojów grupy:
1. „Killer Queen”
2. „Bohemian Rhapsody”
3. „You’re My Best Friend”
4. „Somebody to Love”
5. „Tie Your Mother Down”
6. „We Are the Champions”
7. „We Will Rock You” (dodatkowo wersja szybka zarejestrowana na żywo w 1977 roku)
8. „Spread Your Wings”
9. „Bicycle Race”
10. „Fat Bottomed Girls”
11. „Don’t Stop Me Now”
12. „Love of My Life” (wersja na żywo z 1979 roku)
13. „Crazy Little Thing Called Love”
14. „Save Me”
15. „Play the Game”
16. „Another One Bites the Dust”
17. „Flash”